# 荧点豆娘鱼
荧点豆娘鱼（学名：Abudefduf lacrymatus）为雀鲷科豆娘鱼属的鱼类。分布于红海、印度洋非洲东岸至太平洋中部、北至日本琉球群岛、台湾岛以及南海诸岛等，常栖息于礁盘边缘。